# Шошма (приток Ярани)
Шошма — река в России, протекает по территории Яранского района Кировской области. Устье реки находится в 67 км по левому берегу реки Ярань. Длина реки составляет 24 км. В 5 км от устья принимает по левому берегу реку Арбаж.
Исток реки находится в лесах юго-западнее села Лом (Кугальское сельское поселение) и в 14 км к северо-западу от Яранска. Исток находится неподалёку от истока Шардани, здесь проходит водораздел между бассейнами Вятки и Большой Кокшаги. Река течёт на запад, в верхнем течении протекает село Лом, в нижнем — село Рождественское и местечко Опытное Поле, ниже которого впадает в Ярань. Между Рождественским и Опытным Полем река запружена, водохранилище известно как Рождественский пруд (Шошминское водохранилище). Именно в него впадает слева крупнейший приток Шошмы — Арбаж. Ещё один приток Марканурка — правый, впадает выше Рождественского.

## Данные водного реестра
По данным государственного водного реестра России, река относится к Камскому бассейновому округу, водохозяйственный участок реки — Вятка от города Котельнич до водомерного поста посёлка городского типа Аркуль, речной подбассейн реки — Вятка. Речной бассейн реки — Кама.
По данным геоинформационной системы водохозяйственного районирования территории РФ, подготовленной Федеральным агентством водных ресурсов:
- Код водного объекта в государственном водном реестре — 10010300412111100037020
- Код по гидрологической изученности (ГИ) — 111103702
- Код бассейна — 10.01.03.004
- Номер тома по ГИ — 11
- Выпуск по ГИ — 1